# Гавестон Пірс
Пірс Гавестон, 1-й граф Корнуолл (англ. Piers Gaveston, 1st Earl of Cornwall; бл. 1284 — 19 червня 1312) — англійський дворянин, друг дитинства, фаворит і ймовірний коханець англійського короля Едуарда ІІ. Один з головних персонажів п'єси Крістофера Марло «Едуард ІІ».

## Біографія
Батьком Гавестона був Арно де Гавестон, гасконський лицар, що багато років вірно служив Едуарду І. Оскільки у принца Едуарда не було друзів-ровесників, король обрав для його свити десятьох юнаків з дворянських родин. Одним із них став син Гавестон Пірс, який невдовзі став найближчим другом спадкоємця, що «віддавав перевагу спілкуванню з ним, пов'язаний нерозривним союзом приязні, більше, ніж з усіма іншими смертними». З часів юності Едуард називав Пірса «мій брат», а їхня дружба, за повідомленням хроніста, була сильнішою за любов до жінок. Більшість джерел, не називаючи їх гомосексуальними, підкреслюють їхню незвичайну близькість. Едуард І був занепокоєним цим і в 1307 році відіслав Гавестона у Францію. Але незабаром король помер і Едуард ІІ успадкував трон батька. Гавестона було повернено до Англії і подаровано йому титул графа Корнуолла.
В жовтні 1307 року Пірс одружився з Маргарет де Клер, племінницею англійського короля. Згідно з «Життєписом Едуарда Другого», це шлюб був влаштований королем, щоб «посилити Пірса і оточити його друзями». З нагоди одруження було влаштовано пишне святкування та лицарський турнір в замку Воллінгфорд. Шлюб жінки такого походження з іноземцем, яким вважався Гавестон, не був схвалений англійською знаттю. Під час перебування короля у Франції в 1308 році Гавестон фактично правив державою. Його гордовита поведінка й успіхи на турнірах живили ненависть до нього інших баронів (за винятком Роджера Мортімера і Х'ю Діспенсера).
Він також був у складі делегації, яка 7 лютого 1308 вітала молодят (Едуарда ІІ й Ізабеллу Французьку), коли вони висадилися в Дуврі. Зустріч Гавестона і Едуарда II була надзвичайно теплою, що справило неприємне враження на дядьків Ізабелли (графів Д'Евре і Валуа), що супроводжували подружжя до Англії. Пізніше Едуард передав Гавестону коштовності, подарунок Філіпа IV, і частину ювелірних виробів, що складали придане Ізабелли. Ще одною з причин ненависті баронів послужило й те, що на коронації Едуарда і Ізабелли (25 лютого 1308) Гавестон був одягнений у пурпур, що було дозволено лише особам королівської крові, і ніс корону Едуарда Сповідника — честь, яка могла бути надана тільки англійському дворянину найвищого положення. Вже 3 березня Парламент закликав до вигнання Гавестона. Серед тих, хто підтримував баронську опозицію, були мачуха Едуарда Маргарита, батько його дружини Філіп IV, архієпископ Вінчелсі. Через декілька тижнів, щоб вгамувати баронів, Едуард погодився на вигнання Гавестона. Проте, до незадоволення баронської опозиції, король призначив фаворита своїм намісником в Ірландії.

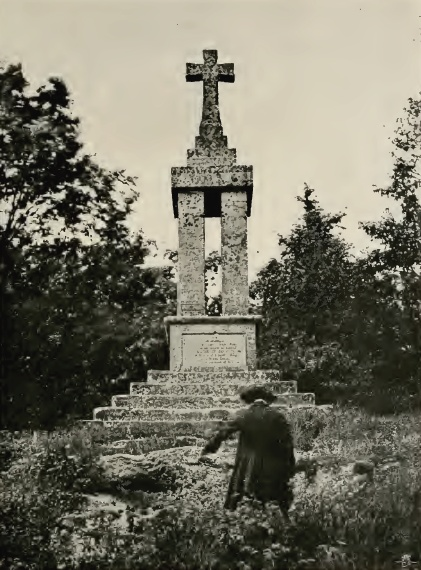
Пам'ятник Гавестону на Блеклов Хілл

Повернення Гавестона в липні 1309 спровокувало нове протистояння монарха з великими феодалами. У 1310 році за постановою Парламенту на час шотландського походу Едуарда правління країною було передано комітету з двадцяти одного ордейнера, в який входили єпископи і барони. Після повернення короля, ордейнери передали йому постанову (ордонанс) з сорока одного пункту, обов'язкову для виконання і обмежуючу його владу. У пункті двадцятому вимагалося назавжди вигнати Гавестона (він разом з королем брав участь у шотландській війні 1310—1311 років), так як він давав королю «неправильні поради». Гавестон знову покинув Англію, але таємно повернувся в березні 1312. Він зачинився в замку Скарборо, де його взяли в облогу бунтівні барони. Поки король їздив по країні, збираючи армію, Гавестон здався на милість графа Пембрука. Незабаром його перехопив інший могутній феодал, граф Ворік. Він відвіз Гавестона полоненим в свій фамільний замок, де його вбили два валлійця, наскрізь проткнувши Гавестона мечем і обезголовивши його, коли він помирав, лежачи на траві. За наказом короля його тіло було поховано з усіма почестями.

## Діти
У шлюбі з Маргарет де Клер мав одну дитину:
- Джоан Гавестон, народилася 12 січня 1312 в Йорку. Вона померла в січні 1325 в монастирі Амесбері[10]